# Gemeindebackhaus (Sontheim)

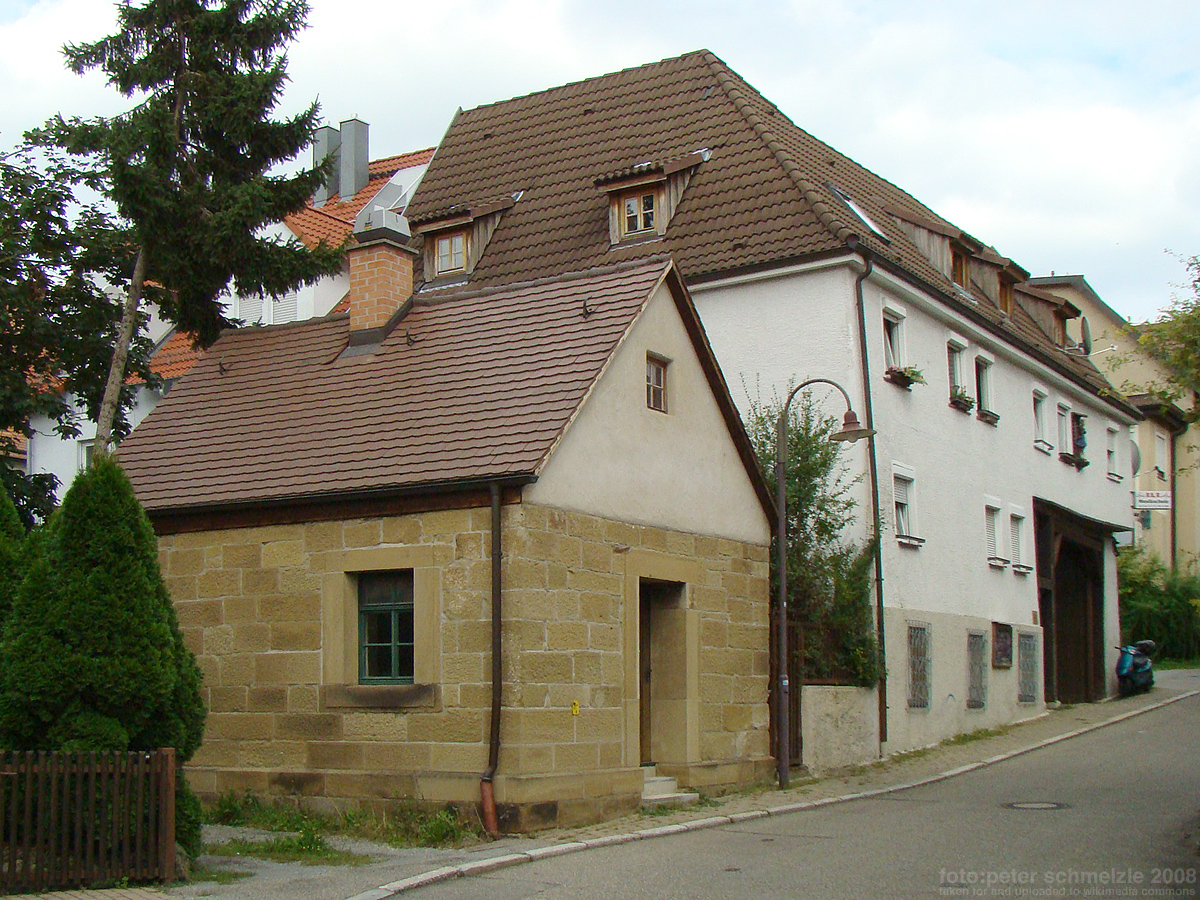
Gemeindebackhaus in Heilbronn-Sontheim

Das Gemeindebackhaus an der Bundschuhstraße 6 im Heilbronner Stadtteil Sontheim ist ein geschütztes Kulturdenkmal.
Das Backhaus ist ein teilverputzter Werksteinbau mit Satteldach. Errichtet wurde das Gebäude im ersten Drittel des 19. Jahrhunderts.